# 川崎医療短期大学
川崎医療短期大学（かわさきいりょうたんきだいがく、英語: Kawasaki College of Health Professions）は、岡山県岡山市北区中山下二丁目1番70号に本部を置く日本の私立短期大学。1973年創立、1973年（昭和48年）大学設置。大学の正式な略称は、「医療短大」。

## 概観

### 大学全体
- 岡山県岡山市北区に所在する日本の私立短期大学で、設置主体は学校法人川崎学園[1]。
- 1973年に倉敷市にて開学。学科体制は、増減を経て[注 2]、現在、2学科を擁する医療系短大となっている。
- 2022年度よりキャンパスを移転。

### 建学の精神（校訓・理念・学是）
- 川崎医療短期大学における建学の精神は「人をつくる、体をつくる、深い専門的知識・技能を身につける」となっている。

### 教育および研究
- 川崎医療短期大学は看護・介護福祉の学科を持ち、いずれも医療・福祉における専門職の育成に力をいれている。

### 学風および特色
- 川崎医療短期大学は、2006年度財団法人短期大学基準協会における第三者評価の結果、「適格」認定を受けている。
- 教員は、川崎医科大学や川崎医療福祉大学との兼任者が多い。
- 「川崎」の名は、神奈川県の川崎市ではなく、川崎学園の創立者、川崎祐宣の姓から由来している

## 沿革
- 1973年
  - 2月14日 左記を以て文部省[注 3]より短期大学の設置が認可される。[2]
  - 4月1日 川崎医療短期大学が以下の学科体制にて開学[注 4]。
    - 第一看護科 入学定員50名[注釈 1]
    - 第二看護科 入学定員50名[注釈 1]
    - 臨床検査科 入学定員50名[注釈 1]

  - 5月1日 学生数[6]/定員
    - 第一看護科 19[注釈 2]/50
    - 第二看護科 24[注釈 2]/50
    - 臨床検査科 33[注 5]/50
- 1977年
  - 4月1日 以下の学科を増設する[7]。
    - 放射線技術科 入学定員50名[注釈 3]
    - 医療秘書科 入学定員100名[注釈 3]

  - 5月1日 学生数[9]/定員
    - 第一看護科 173[注釈 2]/150
    - 第二看護科 93[注釈 2]/100
    - 臨床検査科 148[注釈 4]/150
    - 放射線技術科 54[注 6]/50
    - 医療秘書科 103[注 7]/100
- 1983年
  - 4月1日 以下の学科を増設する[注 8]。
    - 栄養科 入学定員50名[12]
    - 医療秘書科通信教育課程 入学定員150名[注 9]

  - 5月1日 学生数[15]。
    - 第一看護科 207[注釈 2]/150
    - 第二看護科 104[注釈 2]/100
    - 臨床検査科 153[注釈 4]/150
    - 放射線技術科 167[注 10]/150
    - 医療秘書科 225[注釈 5]/200
    - 栄養科 56[注釈 6]/50
- 1987年
  - 5月1日 学生数[16]/定員
    - 第一看護科 172[注釈 2]/150
    - 第二看護科 114[注釈 2]/100
    - 臨床検査科 176[注 11]/150
    - 放射線技術科 183[注 12]/150
    - 医療秘書科
      - 通学課程 198[注釈 2]/200
      - 通信教育課程 365[注 13]/450

    - 栄養科 162[注釈 5]/150
- 1988年
  - 4月1日 以下の学科を増設する[18]。
    - 医用電子技術科  入学定員50名[19]

  - 5月1日 学生数[20]/定員
    - 第一看護科 168[注釈 2]/150
    - 第二看護科 107[注釈 2]/100
    - 臨床検査科 171[注 14]/150
    - 放射線技術科 187[注 15]/150
    - 医療秘書科
      - 通学課程 216[注釈 2]/200
      - 通信教育課程 406[注 16]/450

    - 栄養科 163[注釈 6]/150
    - 医用電子技術科 54[注 17]/50
- 1990年
  - 4月1日 以下の学科については、この年度で学生募集を最終とする[注 18]。
    - 栄養科

  - 5月1日 学生数[25]/定員
    - 第一看護科 169[注釈 2]/150
    - 第二看護科 107[注釈 2]/100
    - 臨床検査科 177[注 19]/150
    - 放射線技術科 161[注 20]/150
    - 医療秘書科
      - 通学課程 214[注釈 6]/200
      - 通信教育課程 484[注 21]/450

    - 栄養科 159[注 22]/150
    - 医用電子技術科 155[注 23]/150
- 1991年
  - 5月1日 学生数[27]/定員
    - 第一看護科 171[注釈 2]/150
    - 第二看護科 109[注釈 2]/100
    - 臨床検査科 171[注 24]/150
    - 放射線技術科 166[注 25]/150
    - 医療秘書科
      - 通学課程 208[注釈 6]/200
      - 通信教育課程 579[注 26]/450

    - 栄養科 110[注釈 6]/100
    - 医用電子技術科 153[注 27]/150
- 1992年
  - 5月1日 学生数[注 28]/定員
    - 第一看護科 167[注釈 2]/150
    - 第二看護科 114[注釈 2]/100
    - 臨床検査科 170[注 29]/150
    - 放射線技術科 169[注 30]/150
    - 医療秘書科
      - 通学課程 206[注釈 2]/200
      - 通信教育課程 627[注 31]/450

    - 栄養科 53[注釈 2]/50
    - 医用電子技術科 156[注 32]/150
- 1993年
  - 5月1日 学生数[32]/定員
    - 第一看護科 162[注釈 2]/150
    - 第二看護科 113[注釈 2]/100
    - 臨床検査科 167[注 33]/150
    - 放射線技術科 173[注 34]/150
    - 医療秘書科
      - 通学課程 214[注釈 2]/450
      - 通信教育課程 657[注 35]/450

    - 栄養科 1[注釈 2]/-
    - 医用電子技術科 159[注 36]/150
- 1994年
  - 3月14日 以下の学科については左記をもって正式に廃止とする[34]。
    - 栄養科

  - 4月1日 以下の学科を増設する[注 37]。
    - 医用デザイン科 入学定員50名[36]

  - 5月1日 学生数[37]/定員
    - 第一看護科 184[注釈 2]/150
    - 第二看護科 108[注釈 2]/100
    - 臨床検査科 170[注 38]/150
    - 放射線技術科 190[注 39]/150
    - 医療秘書科
      - 通学課程 233[注釈 2]/200
      - 通信教育課程 711[注 40]/450

    - 医用電子技術科 164[注 41]/150
    - 医用デザイン科 49[注 42]/50
- 1999年
  - 4月1日 医用電子技術科を臨床工学科に名称変更する[39]。
  - 同 以下の学科については、この年度で学生募集を最終とする[注 43]。
    - 医療秘書科
      - 通学課程
      - 通信教育課程[注 44]

    - 医用デザイン科

  - 5月1日 学生数[42]/定員
    - 第一看護科 170[注釈 2]/150
    - 第二看護科 111[注釈 2]/100
    - 臨床検査科 187[注 45]/150
    - 放射線技術科 181[注 46]/150
    - 医療秘書科
      - 通学課程 203[注釈 2]/200
      - 通信教育課程 440[注 47]/450

    - 臨床工学科 159[注 48]/150
    - 医用デザイン科 90[注 49]/150
- 2000年
  - 4月1日 第一看護科の入学定員を50→80に増員[注 50]。
- 2001年
  - 4月1日 以下の学科を増設する[46]。
    - 介護福祉科 入学定員100名

  - 3月31日 以下の学科については左記をもって正式に廃止とする[47]。
    - 医療秘書科通学課程
- 2003年
  - 1月31日 以下の学科については左記をもって正式に廃止とする[48]。
    - 医用デザイン科
- 2004年
  - 4月1日 以下の学科については、この年度で学生募集を最終とする[注 51]。
    - 第二看護科
- 2005年
  - 4月1日 以下の学科を増設する[49]。
    - 医療保育科 入学定員70名[注 52]

  - 11月30日 以下の学科については左記をもって正式に廃止とする[注 53]。
    - 医療秘書科通信教育課程
- 2006年
  - 3月31日 以下の学科については左記をもって正式に廃止とする[51]。
    - 第二看護科

  - 4月1日 第一看護科の入学定員を80→120に増員。なお以下の学科については、この年度で学生募集を最終とする[注 54]。
    - 臨床工学科
- 2007年
  - 4月1日 第一看護科を看護科に改称[52]
- 2010年
  - 3月31日 以下の学科については左記をもって正式に廃止とする[53]。
    - 臨床工学科
- 2012年
  - 4月1日 介護福祉科を医療介護福祉科に改称[54]。
- 2014年
  - 1月 平成26年度大学入試センター試験参加短期大学の1校となる[55]。
- 2015年
  - 1月 平成27年度大学入試センター試験参加短期大学の1校となる[56]。
- 2016年
  - 1月 平成28年度大学入試センター試験参加短期大学の1校となる[57]。　
  - 4月1日 以下の学科については、この年度で学生募集を最終とする[注 55]。
    - 臨床検査科
    - 放射線技術科
    - 医療保育科
- 2019年
  - 3月31日 以下の学科については左記をもって正式に廃止とする[59]。
    - 臨床検査科
    - 医療保育科
- 2020年
  - 3月31日 以下の学科については左記をもって正式に廃止とする[60]。
    - 放射線技術科
- 2021年
  - 4月1日 この年度の入学生より、医療介護福祉科の修業年限を2年制から3年制に延長[61]
- 2022年
  - 4月1日 キャンパスを移転し、学科名を以下の通り変更する[62]。
    - 看護科→看護学科
    - 医療介護福祉科→医療介護福祉学科

## 基礎データ

### 所在地
- 岡山キャンパス（校舎）
  - 岡山市北区中山下二丁目1番70号
- 松島キャンパス（体育館・学生寮）
  - 岡山県倉敷市松島316

### 交通アクセス
- 岡山キャンパス
  - 岡山電気軌道清輝橋線田町電停
  - 天満屋バスステーションから徒歩で5分
- 松島キャンパス
  - JR山陽本線中庄駅下車。同駅から徒歩で20分程度はかかる道程となっている。

### 象徴
- 右記資料を参照のこと[注 56]

## 教育および研究

### 組織

#### 学科
- 看護学科[注 57] （入学定員120名[1]）
- 医療介護福祉学科（入学定員50名[1]）

##### 過去にあった学科
- 第二看護科（入学定員50名[注 58]）
- 臨床検査科（入学定員50名[注釈 7]）
- 放射線技術科[注釈 7]
- 医療秘書科
  - 通学課程（入学定員100名[注釈 8]）
  - 通信教育部（入学定員150名[注釈 8]）
- 栄養科（入学定員50名[注 59]）
- 臨床工学科（入学定員50名[注 60]）
- 医用デザイン科（入学定員50名[注釈 8]）
- 医療保育科（入学定員70名[注釈 7]）

#### 専攻科
- なし

#### 別科
- なし

##### 取得資格について
受験資格
- 看護師：看護学科[注 61]
- 臨床検査技師：過去にあった臨床検査科にて[70]
- 診療放射線技師：過去にあった放射線技術科にて[71]
- 臨床工学技士：過去にあった臨床工学科にて[72]

資格
- 介護福祉士：医療介護福祉学科
- 保育士：過去にあった医療保育科にて[73]
- 栄養士：過去にあった栄養科にて[74]。

教職課程
- 幼稚園教諭二種免許状[注 62]

### 研究
- 『川崎医療短期大学紀要』[75]

## 学生生活

### 部活動・クラブ活動・サークル活動
- 川崎医療短期大学のクラブ活動
  - 体育系：合気道・弓道・テニス・サッカー・テニス・ソフトボール・ダンス・軟式野球・バスケットボール・バレーボール・フットサル・陸上競技などがある。
  - 文化系：軽音楽・茶道・手話などがある
  - その他:献血ボランティアなどがある。

### 学園祭
- 川崎医療短期大学の学園祭は「川崎学園合同学園祭」と呼ばれ、毎年、概ね10月に行われている。

## 大学関係者と組織

### 大学関係者組織
- 川崎医療短期大学には「桜丘会」と呼ばれる同窓会組織がある。

### 大学関係者一覧

#### 大学関係者
- 望月義夫

## 施設

### キャンパス
- 短大独自のキャンパスがある。

### 寮
- 川崎医療短期大学には女子学生を対象とした学生寮がある。

## 対外関係

### 系列校
- 川崎医科大学
- 川崎医療福祉大学
- 川崎医科大学附属高等学校

## 社会との関わり
- 公開講座が実施されている。

## 卒業後の進路について

### 編入学･進学実績
- 第一看護科：滋賀医科大学・広島大学・徳島文理大学ほか
- 第二看護科：佐賀医科大学・大分医科大学・西南女学院大学ほか
- 臨床検査科：神戸大学・鳥取大学・岡山大学・山口大学・藤田保健衛生大学ほか
- 放射線技術科：大阪大学・徳島大学・熊本大学ほか
- 医療秘書科：
- 臨床工学科：九州工業大学・東海大学ほか
- 栄養科：
- 医用デザイン科：宝塚造形芸術大学ほか
- 介護福祉科：福山平成大学・大阪樟蔭女子大学・くらしき作陽大学ほか
- 医療保育科：香川大学・倉敷市立短期大学専攻科ほか